# Mexiko na Letních olympijských hrách 1932
Mexiko se účastnilo Letní olympiády 1932 v kalifornském Los Angeles. Zastupovalo ho 73 sportovců (71 mužů a 2 ženy) ve 12 sportech.

## Medailisté
| Medaile | Jméno             | Sport             | Soutěž                                         |
| ------- | ----------------- | ----------------- | ---------------------------------------------- |
| Stříbro | Francisco Cabañas | Box               | Muži váha muší do 50,8 kg                      |
| Stříbro | Gustavo Huet      | Sportovní střelba | Muži 50 metrů libovolná malorážka 60 ran vleže |